# Оператори у програмским језицима C и C++
Оператори у програмским језицима C и C++ су конструкције које се понашају на сличан начин попут функција, али се разликују синтаксно или семантички од уобичајених функција. Сви оператори наведени у табелама испод постоје у програмском језику C++; четврта колона „Укључено у C”, наводи да ли је оператор такође присутан у програмском језику C. Треба имати на уму да C не подржава преклапање оператора. 
Када нису преклопљени, за операторе &&, ||, и , (оператор зареза), постоји тачка секвенце након процјене првог операнда. 
C++ такође садржи операторе конверзије типа const_cast, static_cast, dynamic_cast и reinterpret_cast. Форматирање ових оператора значи да је њихов ниво приоритета неважан. 
Већина оператора доступних у C и C++ су такође доступни и у другим језицима као што су C#, D, Јава, Перл и PHP са истим приоритетом, асоцијативношћу и семантиком. 

## Списак оператора
За потребе ових табела, a, b и c представљају важеће вриједности (литерале, вриједности варијабли или повратне вриједности), називе објеката или вриједности, по потреби. R, S и T могу бити било који тип(ови), а K је класа или набројиви тип.

### Аритметички оператори
| Назив оператора              | Назив оператора              | Синтакса    | Може бити преклопљен у C++ | Укључено у C | Примјери C++ прототипа | Примјери C++ прототипа    | Реф.  |
| Назив оператора              | Назив оператора              | Синтакса    | Може бити преклопљен у C++ | Укључено у C | Као члан класе K | Дефиниције изван класе    | Реф.  |
| ---------------------------- | ---------------------------- | ----------- | -------------------------- | ------------ | --- | ------------------------- | ----- |
| Оператор додјеле             | Оператор додјеле             | a '''=''' b | Да                         | Да           | R& K::operator =(S b); | Н/Д                       | [ 1 ] |
| Сабирање                     | Сабирање                     | a '''+''' b | Да                         | Да           | R K::operator +(S b); | R operator +(K a, S b);   | [ 2 ] |
| Одузимање                    | Одузимање                    | a '''-''' b | Да                         | Да           | R K::operator -(S b); | R operator -(K a, S b);   | [ 2 ] |
| Унарно сабирање              | Унарно сабирање              | '''+'''a    | Да                         | Да           | R K::operator +(); | R operator +(K a);        | [ 3 ] |
| Унарно одузимање             | Унарно одузимање             | '''-'''a    | Да                         | Да           | R K::operator -(); | R operator -(K a);        | [ 3 ] |
| Множење                      | Множење                      | a '''*''' b | Да                         | Да           | R K::operator *(S b); | R operator *(K a, S b);   | [ 4 ] |
| Дијељење                     | Дијељење                     | a '''/''' b | Да                         | Да           | R K::operator /(S b); | R operator /(K a, S b);   | [ 4 ] |
| Модуо (остатак при дијељењу) | Модуо (остатак при дијељењу) | a '''%''' b | Да                         | Да           | R K::operator %(S b); | R operator %(K a, S b);   | [ 4 ] |
| Инкремент                    | Префикс                      | '''++'''a   | Да                         | Да           | R& K::operator ++(); | R& operator ++(K& a);     | [ 5 ] |
| Инкремент                    | Постфикс                     | a'''++'''   | Да                         | Да           | R K::operator ++(int); | R operator ++(K& a, int); | [ 6 ] |
| Инкремент                    | Постфикс                     | a'''++'''   | Да                         | Да           | Напомена: C++ користи неименовани лажни параметар int како би се разликовали префиксни и постфиксни оператори за инкрементацију. |                           | [ 6 ] |
| Декремент                    | Префикс                      | '''--'''a   | Да                         | Да           | R& K::operator --(); | R& operator --(K& a);     | [ 5 ] |
| Декремент                    | Постфикс                     | a'''--'''   | Да                         | Да           | R K::operator --(int); | R operator --(K& a, int); | [ 6 ] |
| Декремент                    | Постфикс                     | a'''--'''   | Да                         | Да           | Напомена: C++ користи неименовани лажни параметар int како би се разликовали префиксни и постфиксни оператори за декрементацију. |                           | [ 6 ] |

### Оператори поређења/релациони оператори
| Назив оператора     | Назив оператора     | Синтакса                      | Може бити преклопљен у C++ | Укључено у C | Примјери C++ прототипа | Примјери C++ прототипа | Реф.  |
| Назив оператора     | Назив оператора     | Синтакса                      | Може бити преклопљен у C++ | Укључено у C | Као члан класе K | Дефиниције изван класе | Реф.  |
| ------------------- | ------------------- | ----------------------------- | -------------------------- | ------------ | --- | --- | ----- |
| Једнакост           | Једнакост           | a '''==''' b                  | Да                         | Да           | bool K::operator ==(S const& b) const | bool operator ==(K const& a, S const& b) | [ 7 ] |
| Неједнакост         | Неједнакост         | a '''!=''' b a '''not_eq''' b | Да                         | Да           | bool K::operator !=(S const& b) bool K::operator !=(S const& b) const | bool operator !=(K const& a, S const& b) | [ 7 ] |
| Веће од             | Веће од             | a '''>''' b                   | Да                         | Да           | bool K::operator >(S const& b) const | bool operator >(K const& a, S const& b) | [ 7 ] |
| Мање од             | Мање од             | a '''<''' b                   | Да                         | Да           | bool K::operator <(S const& b)const | bool operator <(K const& a, S const& b) | [ 7 ] |
| Веће или једнако од | Веће или једнако од | a '''>=''' b                  | Да                         | Да           | bool K::operator >=(S const& b) const | bool operator >=(K const& a, S const& b) | [ 7 ] |
| Мање или једнако од | Мање или једнако од | a '''<=''' b                  | Да                         | Да           | bool K::operator <=(S const& b) | bool operator <=(K const& a, S const& b) | [ 7 ] |
| Тростепено поређење | Тростепено поређење | a '''&lt;=&gt;''' b           | Да                         | Не           | std::weak_equality K::operator <=>(const S &b) | std::weak_equality operator <=>(const K &a, const S &b) | [ 7 ] |
| Тростепено поређење | Тростепено поређење | a '''&lt;=&gt;''' b           | Да                         | Не           | Напомена: Оператор има укупно 6 повратних вриједности: std::weak_equality, std::strong_equality, std::partial_ordering, std::weak_ordering, std::strong_ordering, and std::common_comparison_category | Напомена: Оператор има укупно 6 повратних вриједности: std::weak_equality, std::strong_equality, std::partial_ordering, std::weak_ordering, std::strong_ordering, and std::common_comparison_category | [ 8 ] |

### Логички оператори
| Назив оператора     | Назив оператора     | Синтакса                    | Може бити преклопљен у C++ | Укључено у C | Примјери C++ прототипа      | Примјери C++ прототипа        | Реф.   |
| Назив оператора     | Назив оператора     | Синтакса                    | Може бити преклопљен у C++ | Укључено у C | Као члан класе K            | Дефиниције изван класе        | Реф.   |
| ------------------- | ------------------- | --------------------------- | -------------------------- | ------------ | --------------------------- | ----------------------------- | ------ |
| Логичка негација    | Логичка негација    | '''!'''a '''not''' a        | Да                         | Да           | bool K::operator !();       | bool operator !(K a);         | [ 9 ]  |
| Логичка конјункција | Логичка конјункција | a '''&&''' b a '''and''' b  | Да                         | Да           | bool K::operator &&(S b);   | bool operator &&(K a, S b);   | [ 10 ] |
| Логичка дисјункција | Логичка дисјункција | a '''\|\|''' b a '''or''' b | Да                         | Да           | bool K::operator \|\|(S b); | bool operator \|\|(K a, S b); | [ 11 ] |

### Оператори над битовима
| Назив оператора       | Назив оператора       | Синтакса         | Може бити преклопљен у C++ | Укључено у C | Примјери C++ прототипа | Примјери C++ прототипа   | Реф.   |
| Назив оператора       | Назив оператора       | Синтакса         | Може бити преклопљен у C++ | Укључено у C | Као члан класе K       | Дефиниције изван класе   | Реф.   |
| --------------------- | --------------------- | ---------------- | -------------------------- | ------------ | ---------------------- | ------------------------ | ------ |
| Негација              | Негација              | ~a compl a       | Да                         | Да           | R K::operator ~();     | R operator ~(K a);       | [ 12 ] |
| Конјункција           | Конјункција           | a & b a bitand b | Да                         | Да           | R K::operator &(S b);  | R operator &(K a, S b);  | [ 13 ] |
| Дисјункција           | Дисјункција           | a \| b a bitor b | Да                         | Да           | R K::operator \|(S b); | R operator \|(K a, S b); | [ 14 ] |
| Искључива дисјункција | Искључива дисјункција | a ^ b a xor b    | Да                         | Да           | R K::operator ^(S b);  | R operator ^(K a, S b);  | [ 15 ] |
| Помјерање улијево     | Помјерање улијево     | a << b           | Да                         | Да           | R K::operator <<(S b); | R operator <<(K a, S b); | [ 16 ] |
| Помјерање удесно      | Помјерање удесно      | a >> b           | Да                         | Да           | R K::operator >>(S b); | R operator >>(K a, S b); | [ 16 ] |

### Оператори сложене додјеле
| Назив оператора                              | Назив оператора                              | Синтакса          | Значење    | Може бити преклопљен у C++ | Укључено у C | Примјери C++ прототипа   | Примјери C++ прототипа      | Реф.   |
| Назив оператора                              | Назив оператора                              | Синтакса          | Значење    | Може бити преклопљен у C++ | Укључено у C | Као члан класе K         | Дефиниције изван класе      | Реф.   |
| -------------------------------------------- | -------------------------------------------- | ----------------- | ---------- | -------------------------- | ------------ | ------------------------ | --------------------------- | ------ |
| Сабирање и додјела                           | Сабирање и додјела                           | a += b            | a = a + b  | Да                         | Да           | R& K::operator +=(S b);  | R& operator +=(K& a, S b);  | [ 17 ] |
| Одузимање и додјела                          | Одузимање и додјела                          | a -= b            | a = a - b  | Да                         | Да           | R& K::operator -=(S b);  | R& operator -=(K& a, S b);  | [ 17 ] |
| Множење и додјела                            | Множење и додјела                            | a *= b            | a = a * b  | Да                         | Да           | R& K::operator *=(S b);  | R& operator *=(K& a, S b);  | [ 17 ] |
| Дијељење и додјела                           | Дијељење и додјела                           | a /= b            | a = a / b  | Да                         | Да           | R& K::operator /=(S b);  | R& operator /=(K& a, S b);  | [ 17 ] |
| Модуо и додјела                              | Модуо и додјела                              | a %= b            | a = a % b  | Да                         | Да           | R& K::operator %=(S b);  | R& operator %=(K& a, S b);  | [ 17 ] |
| Конјункција над битовима и додјела           | Конјункција над битовима и додјела           | a &= b a and_eq b | a = a & b  | Да                         | Да           | R& K::operator &=(S b);  | R& operator &=(K& a, S b);  | [ 17 ] |
| Дисјункција над битовима и додјела           | Дисјункција над битовима и додјела           | a \|= b a or_eq b | a = a \| b | Да                         | Да           | R& K::operator \|=(S b); | R& operator \|=(K& a, S b); | [ 17 ] |
| Искључива дисјункција над битовима и додјела | Искључива дисјункција над битовима и додјела | a ^= b a xor_eq b | a = a ^ b  | Да                         | Да           | R& K::operator ^=(S b);  | R& operator ^=(K& a, S b);  | [ 17 ] |
| Помјерање битова улијево и додјела           | Помјерање битова улијево и додјела           | a <<= b           | a = a << b | Да                         | Да           | R& K::operator <<=(S b); | R& operator <<=(K& a, S b); | [ 17 ] |
| Помјерање битова удесно и додјела            | Помјерање битова удесно и додјела            | a >>= b           | a = a >> b | Да                         | Да           | R& K::operator >>=(S b); | R& operator >>=(K& a, S b); | [ 17 ] |

### Оператори чланова и показивача
| Назив оператора                                                  | Назив оператора                                                  | Синтакса | Може бити преклопљен у C++ | Укључено у C | Примјери C++ прототипа   | Примјери C++ прототипа     | Реф.   |
| Назив оператора                                                  | Назив оператора                                                  | Синтакса | Може бити преклопљен у C++ | Укључено у C | Као члан класе K         | Дефиниције изван класе     | Реф.   |
| ---------------------------------------------------------------- | ---------------------------------------------------------------- | -------- | -------------------------- | ------------ | ------------------------ | -------------------------- | ------ |
| Индексирање                                                      | Индексирање                                                      | a[b]     | Да                         | Да           | R& K::operator [](S b);  | Н/Д                        | [ 18 ] |
| Дереференцирање („објекат на који показује a”)                   | Дереференцирање („објекат на који показује a”)                   | *a       | Да                         | Да           | R& K::operator *();      | R& operator *(K a);        | [ 19 ] |
| Адресирање („адреса од a”)                                       | Адресирање („адреса од a”)                                       | &a       | Да                         | Да           | R* K::operator &();      | R* operator &(K a);        | [ 20 ] |
| Структурно дереференцирање („члан b објекта на који показује a”) | Структурно дереференцирање („члан b објекта на који показује a”) | a->b     | Да                         | Да           | R* K::operator ->();     | Н/Д                        | [ 21 ] |
| Структурно показивање („члан b објекта a”)                       | Структурно показивање („члан b објекта a”)                       | a.b      | Не                         | Да           | Н/Д                      | Н/Д                        | [ 21 ] |
| Члан изабран показивачем члана b објекта на који показује a      | Члан изабран показивачем члана b објекта на који показује a      | a->*b    | Да                         | Не           | R& K::operator ->*(S b); | R& operator ->*(K a, S b); | [ 22 ] |
| Члан објекта a изабран показивачем члана b                       | Члан објекта a изабран показивачем члана b                       | a.*b     | Не                         | Не           | Н/Д                      | Н/Д                        | [ 22 ] |

### Остали оператори
| Назив оператора                         | Назив оператора                         | Синтакса                        | Може бити преклопљен у C++ | Укључено у C | Примјери C++ прототипа | Примјери C++ прототипа                                          | Реф.   |
| Назив оператора                         | Назив оператора                         | Синтакса                        | Може бити преклопљен у C++ | Укључено у C | Као члан класе K | Дефиниције изван класе                                          | Реф.   |
| --------------------------------------- | --------------------------------------- | ------------------------------- | -------------------------- | ------------ | --- | --------------------------------------------------------------- | ------ |
| Позив функције                          | Позив функције                          | a(a1, a2)                       | Да                         | Да           | R K::operator ()(S a, T b, ...);                                                                                           | Н/Д                                                             | [ 23 ] |
| Зарез                                   | Зарез                                   | a, b                            | Да                         | Да           | R K::operator ,(S b); | R operator ,(K a, S b);                                         | [ 24 ] |
| Тернарни оператор                       | Тернарни оператор                       | a ? b : c                       | Не                         | Да           | Н/Д | Н/Д                                                             | [ 25 ] |
| Резолуција досега                       | Резолуција досега                       | a::b                            | Не                         | Не           | Н/Д | Н/Д                                                             | [ 26 ] |
| Кориснички дефинисани литерали од C++11 | Кориснички дефинисани литерали од C++11 | "a"_b                           | Да                         | Не           | Н/Д | R operator "" _b(T a)                                           | [ 27 ] |
| Sizeof                                  | Sizeof                                  | sizeof(a) sizeof(type)          | Не                         | Да           | Н/Д | Н/Д                                                             | [ 28 ] |
| величина генеричког параметра од C++11  | величина генеричког параметра од C++11  | sizeof...(Args)                 | Не                         | Не           | Н/Д | Н/Д                                                             | [ 29 ] |
| Alignof од C++11                        | Alignof од C++11                        | alignof(type) or _Alignof(type) | Не                         | Да           | Н/Д | Н/Д                                                             | [ 30 ] |
| Идентификација типа                     | Идентификација типа                     | typeid(a) typeid(type)          | Не                         | Не           | Н/Д | Н/Д                                                             | [ 31 ] |
| Конверзија типа (конверзија у C-стилу)  | Конверзија типа (конверзија у C-стилу)  | (type)a                         | Не                         | Да           | Н/Д | Н/Д                                                             | [ 32 ] |
| Конверзија типа                         | Конверзија типа                         | type(a)                         | Не                         | Не           | Напомена: понаша се као const_cast/static_cast/reinterpret_cast                                                            | Напомена: понаша се као const_cast/static_cast/reinterpret_cast | [ 34 ] |
| static_cast конверзија                  | static_cast конверзија                  | static_cast<type>(a)            | Да                         | Не           | K::operator R(); explicit K::operator R(); since C++11                                                                     | Н/Д                                                             | [ 35 ] |
| static_cast конверзија                  | static_cast конверзија                  | static_cast<type>(a)            | Да                         | Не           | Напомена: за кориснички дефинисане конверзије, повратна вриједност се имплицитно и обавезно подудара са називом оператора. |                                                                 | [ 35 ] |
| dynamic cast конверзија                 | dynamic cast конверзија                 | dynamic_cast<type>(a)           | Не                         | Не           | Н/Д | Н/Д                                                             | [ 36 ] |
| const_cast конверзија                   | const_cast конверзија                   | const_cast<type>(a)             | Не                         | Не           | Н/Д | Н/Д                                                             | [ 37 ] |
| reinterpret_cast конверзија             | reinterpret_cast конверзија             | reinterpret_cast<type>(a)       | Не                         | Не           | Н/Д | Н/Д                                                             | [ 38 ] |
| Алокација меморије                      | Алокација меморије                      | new type                        | Да                         | Не           | void* K::operator new(size_t x);                                                                                           | void* operator new(size_t x);                                   | [ 39 ] |
| Алокација меморије (низ)                | Алокација меморије (низ)                | new type[n]                     | Да                         | Не           | void* K::operator new[](size_t a);                                                                                         | void* operator new[](size_t a);                                 | [ 39 ] |
| Ослобађање меморије                     | Ослобађање меморије                     | delete a                        | Да                         | Не           | void K::operator delete(void *a);                                                                                          | void operator delete(void *a);                                  | [ 40 ] |
| Ослобађање меморије (низ)               | Ослобађање меморије (низ)               | delete[] a                      | Да                         | Не           | void K::operator delete[](void *a);                                                                                        | void operator delete[](void *a);                                | [ 40 ] |
| Провјера изузетака од C++11             | Провјера изузетака од C++11             | noexcept(a)                     | Не                         | Не           | Н/Д | Н/Д                                                             | [ 41 ] |

## Редослијед операција
У табели испод приказани су редослијед и асоцијативност свих оператора у програмским језицима C и C++ (када оператор постоји и у програмским језицима Јава, Перл, PHP и многим другим новијим програмским језицима, редослијед извршавања је исти као што је наведено). Редослијед оператора је наведен тако што су на врху оператори који се први извршавају. Група оператора која је написана у одређеном реду ће се извршити прије оператора који су наведени у редовима испод. Оператори који су наведени у истој ћелији (може бити више редова оператора написаних у истој ћелији) имају једнак приоритет у извршавању. Редослијед извршавања оператора је независан од преклапања.
| Редослијед | Оператор         | Опис                                                | Асоцијативност  |
| ---------- | ---------------- | --------------------------------------------------- | --------------- |
| 1 највиши  | ::               | Резолуција досега (само у C++)                      | нема            |
| 2          | ++               | Постфиксни инкремент                                | слијева надесно |
| 2          | --               | Постфиксни декремент                                | слијева надесно |
| 2          | ()               | Позив функције                                      | слијева надесно |
| 2          | []               | Индексирање низа                                    | слијева надесно |
| 2          | .                | Селекција елемента референцом                       | слијева надесно |
| 2          | ->               | Селекција елемента показивачем                      | слијева надесно |
| 2          | typeid()         | Информације о типу за вријеме извршавања (само C++) | слијева надесно |
| 2          | const_cast       | Конверзија типа (само у C++)                        | слијева надесно |
| 2          | dynamic_cast     | Конверзија типа (само у C++)                        | слијева надесно |
| 2          | reinterpret_cast | Конверзија типа (само у C++)                        | слијева надесно |
| 2          | static_cast      | Конверзија типа (само у C++)                        | слијева надесно |
| 3          | ++               | Префиксни инкремент                                 | здесна налијево |
| 3          | --               | Префиксни декремент                                 | здесна налијево |
| 3          | +                | Унарни плус                                         | здесна налијево |
| 3          | -                | Унарни минус                                        | здесна налијево |
| 3          | !                | Логичка негација                                    | здесна налијево |
| 3          | ~                | Негација над битовима                               | здесна налијево |
| 3          | (type)           | Конверзија типа                                     | здесна налијево |
| 3          | *                | Дереференцирање                                     | здесна налијево |
| 3          | &                | Адресирање                                          | здесна налијево |
| 3          | sizeof           | Sizeof                                              | здесна налијево |
| 3          | _Alignof         | Alignof (од C11)                                    | здесна налијево |
| 3          | new, new[]       | Динамичка алокација меморије (само у C++)           | здесна налијево |
| 3          | delete, delete[] | Динамичко ослобађање меморије (само у C++)          | здесна налијево |
| 4          | .*               | Показивач на члан (само у C++)                      | слијева надесно |
| 4          | ->*              | Показивач на члан (само у C++)                      | слијева надесно |
| 5          | *                | Множење                                             | слијева надесно |
| 5          | /                | Дијељење                                            | слијева надесно |
| 5          | %                | Модуо (остатак)                                     | слијева надесно |
| 6          | +                | Сабирање                                            | слијева надесно |
| 6          | -                | Одузимање                                           | слијева надесно |
| 7          | <                | Помјерање улијево                                   | слијева надесно |
| 7          | >                | Помјерање удесно                                    | слијева надесно |
| 8          | <=>              | Тростепено поређење (од C++20 — само у C++)         | слијева надесно |
| 9          | <                | Мање од                                             | слијева надесно |
| 9          | <=               | Мање или једнако од                                 | слијева надесно |
| 9          | >                | Веће од                                             | слијева надесно |
| 9          | >=               | Веће или једнако од                                 | слијева надесно |
| 10         | ==               | Једнакост                                           | слијева надесно |
| 10         | !=               | Неједнакост                                         | слијева надесно |
| 11         | &                | Конјункција над битовима                            | слијева надесно |
| 12         | ^                | Искључива дисјункција над битовима                  | слијева надесно |
| 14         | \|               | Дисјункција над битовима                            | слијева надесно |
| 14         | &&               | Логичка конјункција                                 | слијева надесно |
| 15         | \|\|             | Логичка дисјункција                                 | слијева надесно |
| 16         | ?:               | Тернарни оператор                                   | здесна налијево |
| 16         | =                | Директна додјела                                    | здесна налијево |
| 16         | +=               | Сабирање и додјела                                  | здесна налијево |
| 16         | -=               | Одузимање и додјела                                 | здесна налијево |
| 16         | *=               | Множење и додјела                                   | здесна налијево |
| 16         | /=               | Дијељење и додјела                                  | здесна налијево |
| 16         | %=               | Модуо и додјела                                     | здесна налијево |
| 16         | <=               | Помјерање битова улијево и додјела                  | здесна налијево |
| 16         | >=               | Помјерање битова удесно и додјела                   | здесна налијево |
| 16         | &=               | Конјункција над битовима и додјела                  | здесна налијево |
| 16         | ^=               | Дисјункција над битовима и додјела                  | здесна налијево |
| 16         | \|=              | Негација над битовима и додјела                     | здесна налијево |
| 16         | throw            | Оператор throw (бацање изузетака, само у C++)       | здесна налијево |
| 17 најнижи | ,                | Зарез                                               | слијева надесно |

### Критика редослиједа оператора једнакости и логичких оператора над битовима
Критикован је редослијед извршавања логичких операција над битовима. Концептуално, & и | су аритметичке операције попут * и +.
Израз a & b == 7 је синтаксно парсиран као a & (b == 7) гдје је израз a + b == 7 парсиран као (a + b) == 7. Ово захтијева чешћу употребу заграда него што је то обично случај.
Историјски, није постојала синтаксна разлика између оператора над битовима и логичких оператора. У раном програмском језику C, BCPL-у и програмском језику B, оператори && || нису постојали. Умјесто тога, оператори & | су имали другачије значење у зависности од тога да ли се користе у контексту истините вриједности (нпр. када се очекује вриједност Буловог типа, као у изразу if (a==b & c) {...} он се понаша као логички оператор, али у c = a & b се понаша као оператор над битовима). Задржан је тако да задржи повратну компатибилност с постојећим инсталацијама.
Поред тога, у C++ (и каснијим верзијама C) оператори једнакости, за изузетком оператора тростепеног поређења, дају вриједности Буловог типа које су концептуално један бит (1 или 0) и као такви не припадају операцијама над битовима.

### Синоними оператора у C++
C++ дефинише одређене кључне ријечи које се понашају као алијаси за бројне операције:
| Кључна ријеч | Оператор |
| ------------ | -------- |
| and          | &&       |
| and_eq       | &=       |
| bitand       | &        |
| bitor        | \|       |
| compl        | ~        |
| not          | !        |
| not_eq       | !=       |
| or           | \|       |
| or_eq        | \|=      |
| xor          | ^        |
| xor_eq       | ^=       |

Они се могу користити на исти начин попут интерпункцијских знакова које замјењују, како нису исти оператор под различитим именом, него једноставне замјене токена за име (низ карактера) одговарајућег оператора. Ово значи да изрази (a > 0 and not flag) и (a > 0 && !flag) имају исто значење. То такође значи да, на примјер, кључна ријеч bitand може да се користи не само приликом замјене bitwise-and оператора, него и за оператор адресирања, а такође може да се користи за одређивање референтних типова (нпр. int bitand ref = n). Спецификација ISO C дозвољава ове кључне ријечи у претпроцесорским макроима у датотеци заглавља iso646.h. Ради компатибилности са програмским језиком C, C++ садржи датотеку заглавља ciso646, чије укључивање нема ефекта.